# Hungerwinter 1946/47

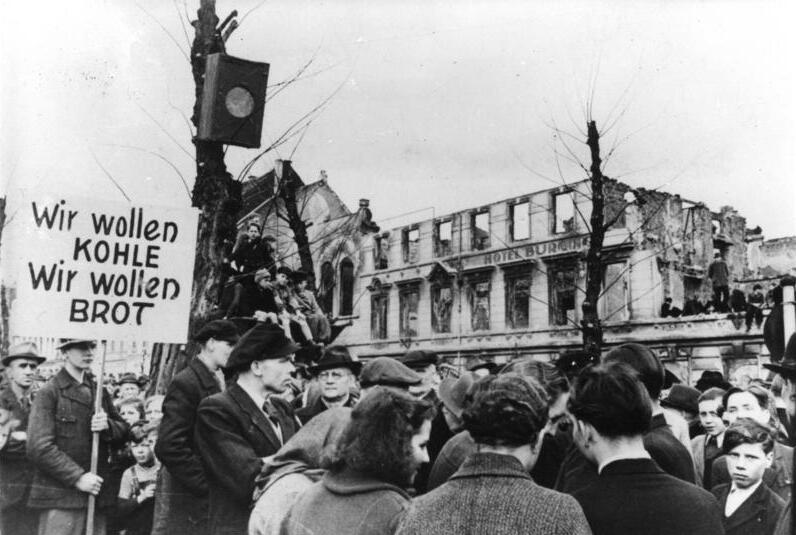
Hungerwinter 1947. Wegen der katastrophalen Ernährungslage legten am Montag, 31. März 1947, in Krefeld Tausende die Arbeit nieder und versammelten sich zu einer Protestkundgebung auf dem Karlsplatz.

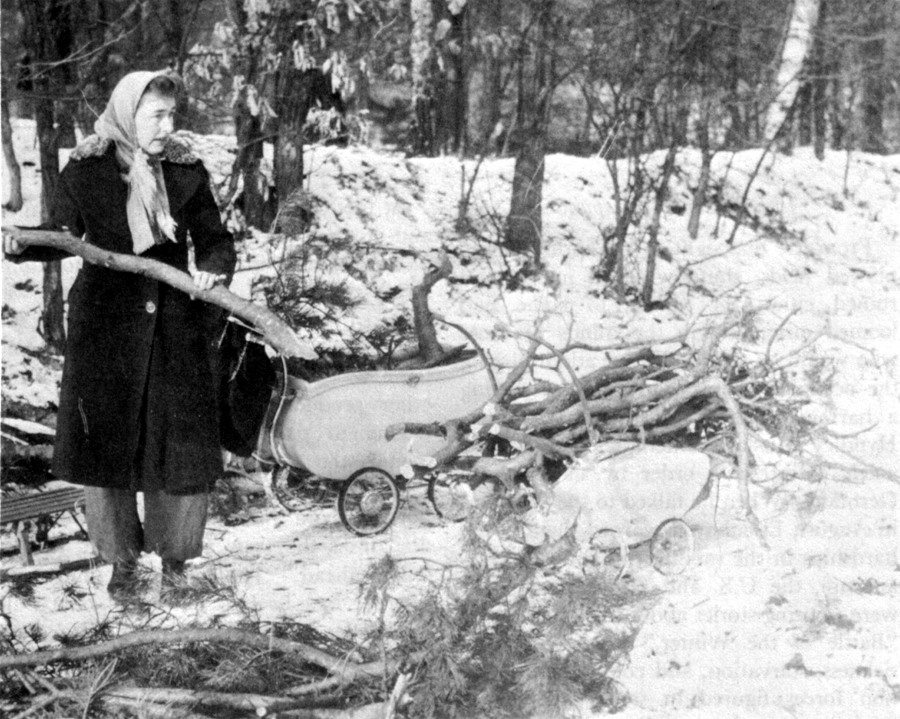
Holzabfuhr mit Kinderschlitten und Kinderwagen 1947

Der Hungerwinter 1946/47 ereignete sich zwischen November 1946 und März 1947. Es war einer der kältesten Winter in Deutschland seit Jahrzehnten und gilt als strengster Winter des 20. Jahrhunderts im Nordseeraum.

## Ablauf
Der Winter 1946/47 war in Deutschland der viertkälteste im Zeitraum 1881 bis 2020.
Anfang Januar 1947 brach eine Kältewelle über Westeuropa herein.
Ab dem 21. Januar 1947 traf die Kältewelle auch die Britischen Inseln. Kälte und Schneefälle beeinträchtigten das öffentliche Leben. Zahlreiche Menschen starben in meterhohen Schneeverwehungen. Es kam im Vereinigten Königreich und in Irland zu Stromrationierungen, weil Kohlekraftwerke zu wenig Kohle hatten. Ab dem 10./11. März ließ die Kälte zwar nach, doch im Zuge des Tauwetters kam es zu Hochwasser und Überschwemmungen. Zum Beispiel traten in Ostengland die Flüsse Wharfe, Derwent, Aire und Ouse über die Ufer und überfluteten große Teile von South Yorkshire.
Die Lebensmittelversorgung brach vielerorts zusammen, vor allem in den städtischen Ballungszentren. Die Lebensmittelkrise hatte schon Anfang 1946 begonnen.
In Deutschland starben nach Schätzungen von Historikern mehrere hunderttausend Menschen; etwa gleichzeitig verhungerten in der Sowjetunion in den Jahren 1946 und 1947 ein bis zwei Millionen Menschen oder starben an Folgen extremer Wetterbedingungen. Durch Folgen des Krieges und den Mangel der Nachkriegsjahre waren viele Menschen geschwächt. Die Luftangriffe auf das Deutsche Reich hatten Millionen Wohnungen und Häuser beschädigt oder zerstört.
Heizstoffe und andere Kraftstoffe waren knapp; viele Produktionsstätten noch nicht wiederhergestellt oder hatten noch nicht ihre Vorkriegskapazität erreicht.
Viele Warenbereiche wurden mit Bezugsscheinen (zum Beispiel Lebensmittelmarken) bewirtschaftet und viele Preise waren festgesetzt; dies minderte die Bedeutung der Reichsmark. Diese war nicht konvertibel; die Bewohner von Grenzgebieten konnten nicht im nahen Ausland einkaufen. Wer Sachwerte besaß, hatte kein Interesse daran, sie gegen Reichsmark zu verkaufen; Tauschhandel war weit verbreitet.
Der Kölner Erzbischof Joseph Kardinal Frings rechtfertigte in seiner Predigt am Silvesterabend 1946 Mundraub für den Eigenbedarf; das Organisieren von Nahrung und Kohle wurde daraufhin auch „fringsen“ genannt.
Viele Flüsse in Westeuropa froren im Winter 1946/47 zu, sie hatten niedrige Wasserstände, weil Niederschläge, die in normalen Jahren als Regen fielen, in diesem Winter als Schnee gefallen waren. Zum Beispiel hatte der Rhein auf ganzer Länge Niedrigwasser; in Koblenz wurde im Januar 1947 ein Wasserstand von 43 cm gemessen, der tiefste bekannte Wasserstand waren 6 cm 1929.
Als die Temperaturen 1947 endlich stiegen, gab es auf den Flüssen Eisgang, große Eisschollen auf der Weser zerstörten mehrere Brücken (Bremer Eiskatastrophe). Wehrmacht-Soldaten hatten kurz vor Kriegsende noch viele Brücken gesprengt; viele von ihnen waren nur provisorisch repariert worden.
Der britische Verleger und Sozialist Victor Gollancz veröffentlichte 1946 nach einem Besuch in Deutschland das aufrüttelnde Buch Leaving them to their fate: the ethics of starvation (Titel der deutschen Übersetzung: „Ihrem Schicksal überlassen: Die Ethik der Aushungerung“).

Alexander Häusser und Gordian Maugg drehten 2009 den Dokumentarfilm Hungerwinter – Überleben nach dem Krieg; er wurde am 27. Dezember 2009 erstmals ausgestrahlt (ARD).

## Filme
- Anja Riediger, Heike Römer-Menschel: Wollt ihr wieder Krieg? Der Hungerwinter – Überleben im zerbombten Deutschland. ARD, 2007 (online)[13]
- Alexander Häusser, Gordian Maugg: Hungerwinter – Überleben nach dem Krieg. TV-Dokumentation, ARD, 2009[14]